# صنایع سنگین کاوازاکی
صنایع سنگین کاوازاکی (به ژاپنی: 川崎重工業株式会社) (مخفف انگلیسی: KHI) یک شرکت چندملیتی ژاپنی در حوزه صنایع سنگین است. دفتر مرکزی این شرکت هم‌زمان در دو شهر کوبه و توکیو قرار دارد.
این شرکت پس از بنیان‌گذاری آن توسط کاوازاکی شوزو، به نام کاوازاکی نام‌گذاری شد. این نام‌گذاری هیچ ارتباطی با شهرستان کاوازاکی استان کاناگاوا ندارد. مقر اصلی این شرکت و کاوازاکی شوزو از آغاز شهرستان کوبه استان هیوگو بوده‌است.
اگر چه این شرکت نخست به‌عنوان یک شرکت کشتی‌سازی آغاز به فعالیت کرد، اما سپس با طراحی، توسعهٔ فناوری و تولید محصولاتی مانند موتورسیکلت، قطار تندرو، هواپیما، بالگرد، جت‌اسکی، لودر، تراکتور، ربات صنعتی، توربین‌های گاز، لوکوموتیو، بویلر، پمپ هیدرولیک، موتورهای دیزلی و گازی؛ همگان را مورد توجه قرار داد.
این شرکت در کنار صنایع‌سنگین میتسوبیشی، آی‌ایچ‌آی و دو شرکت دیگر، یکی از آن پنج شرکت بزرگ ژاپنی طرف قرارداد، برای ساخت موتور و قطعات هواپیمای بوئینگ ۷۷۷ ایکس بوده‌است.

## نگارخانه

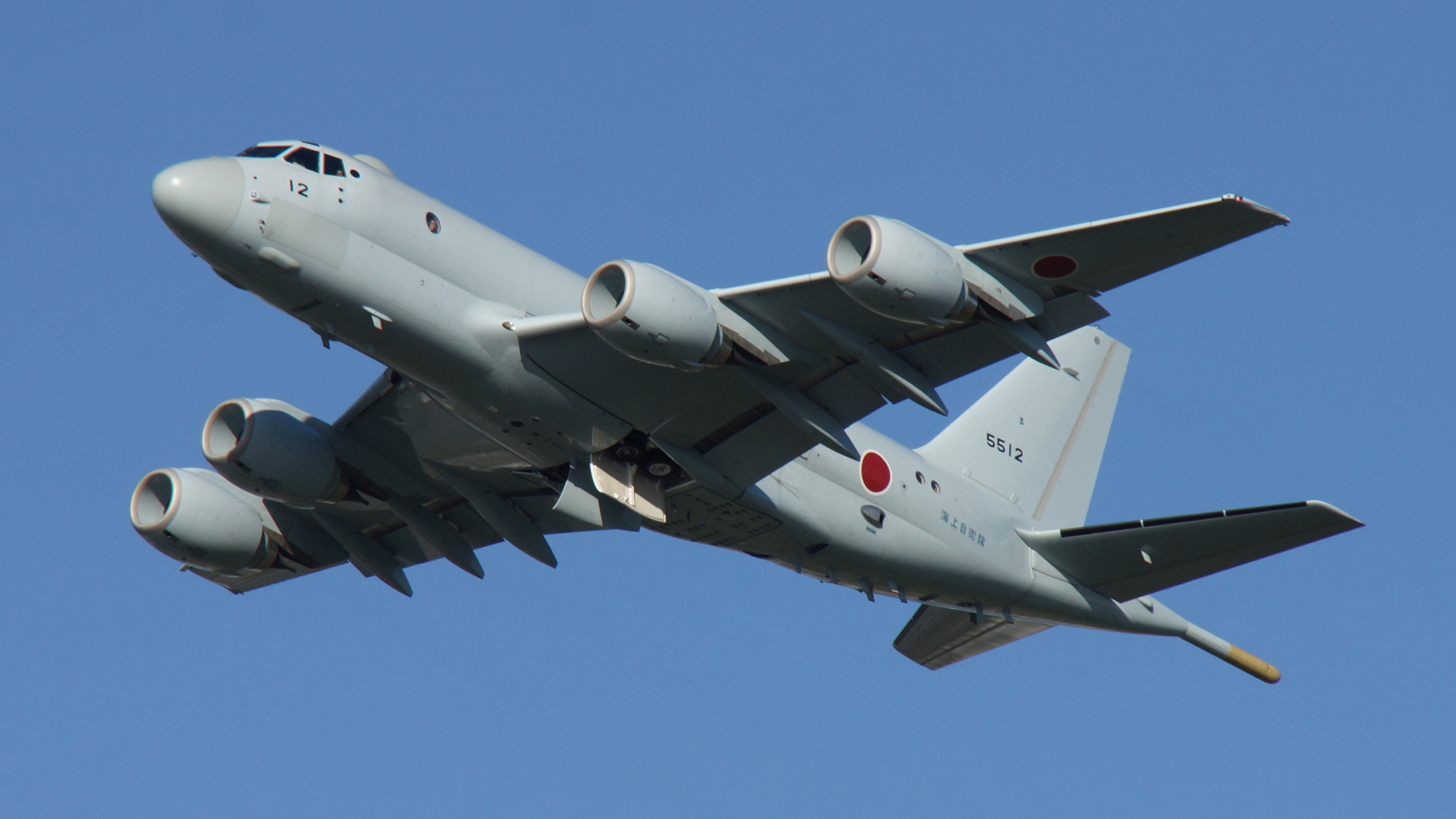
کاوازاکی پی-۱
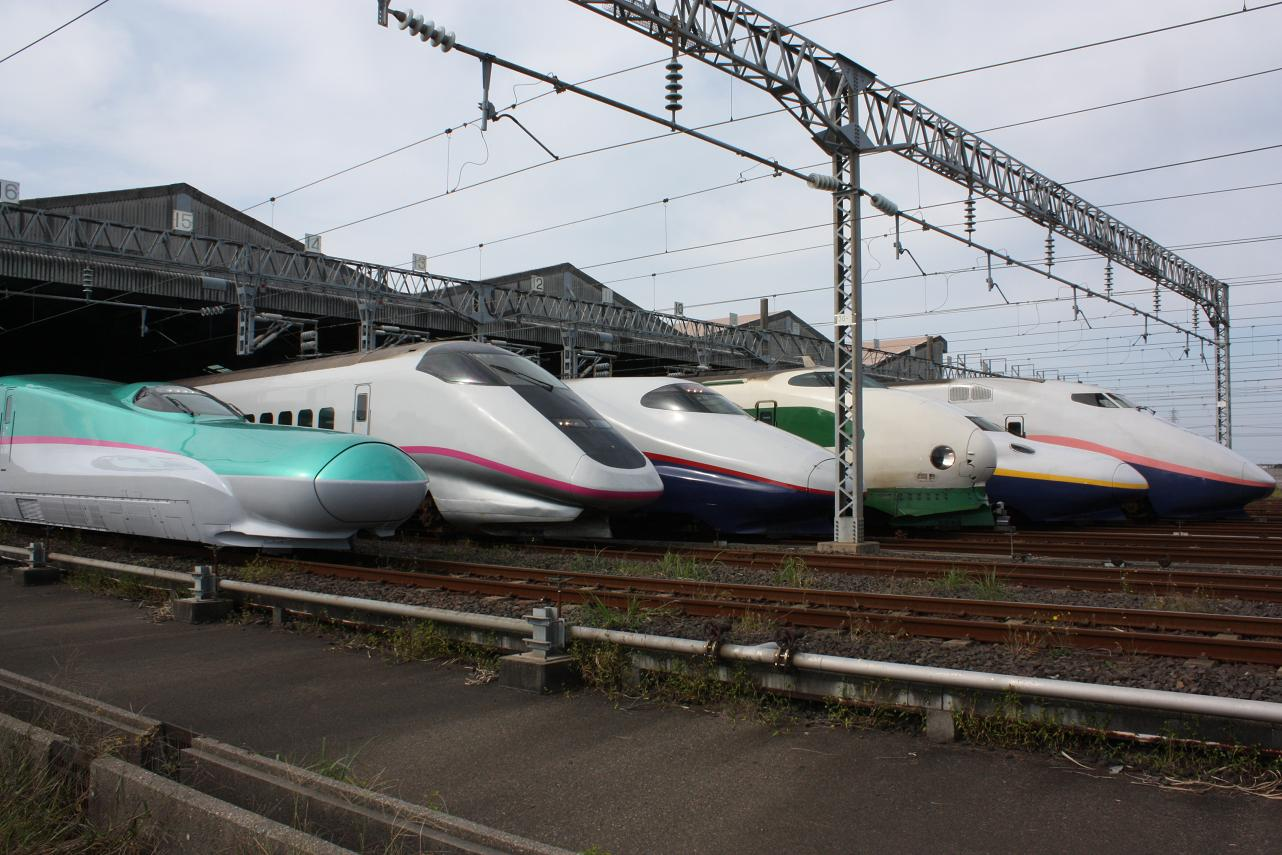
قطار شینکانسن شرکت جی‌آر
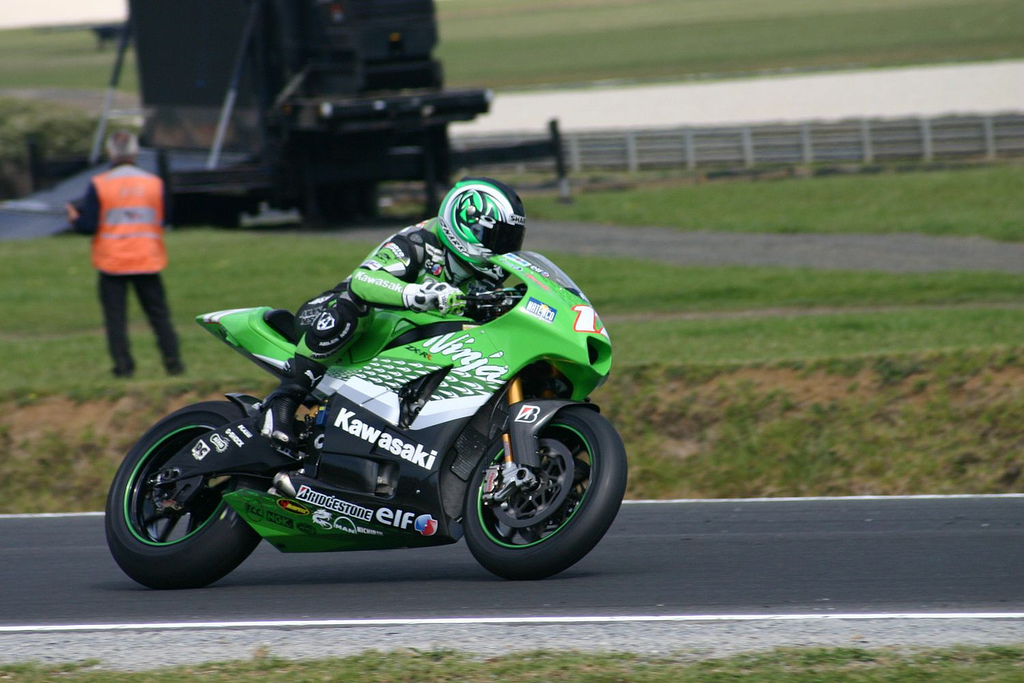
کاوازاکی نینجا
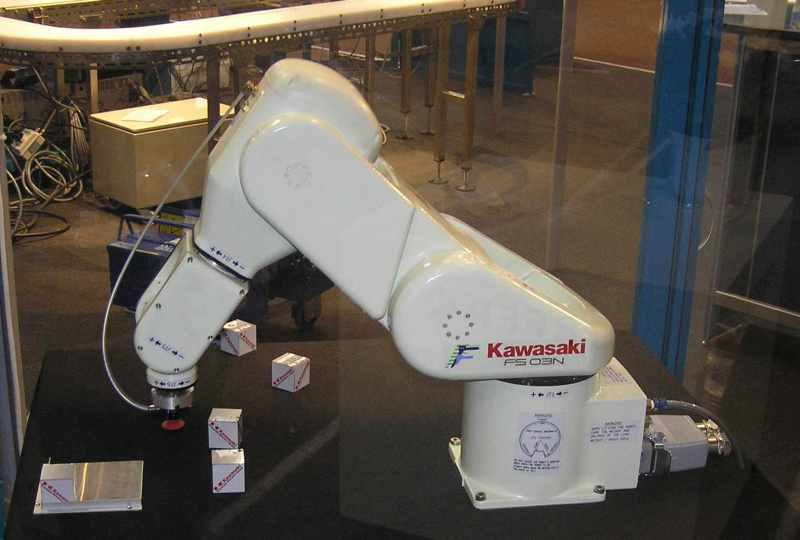
ربات صنعتی
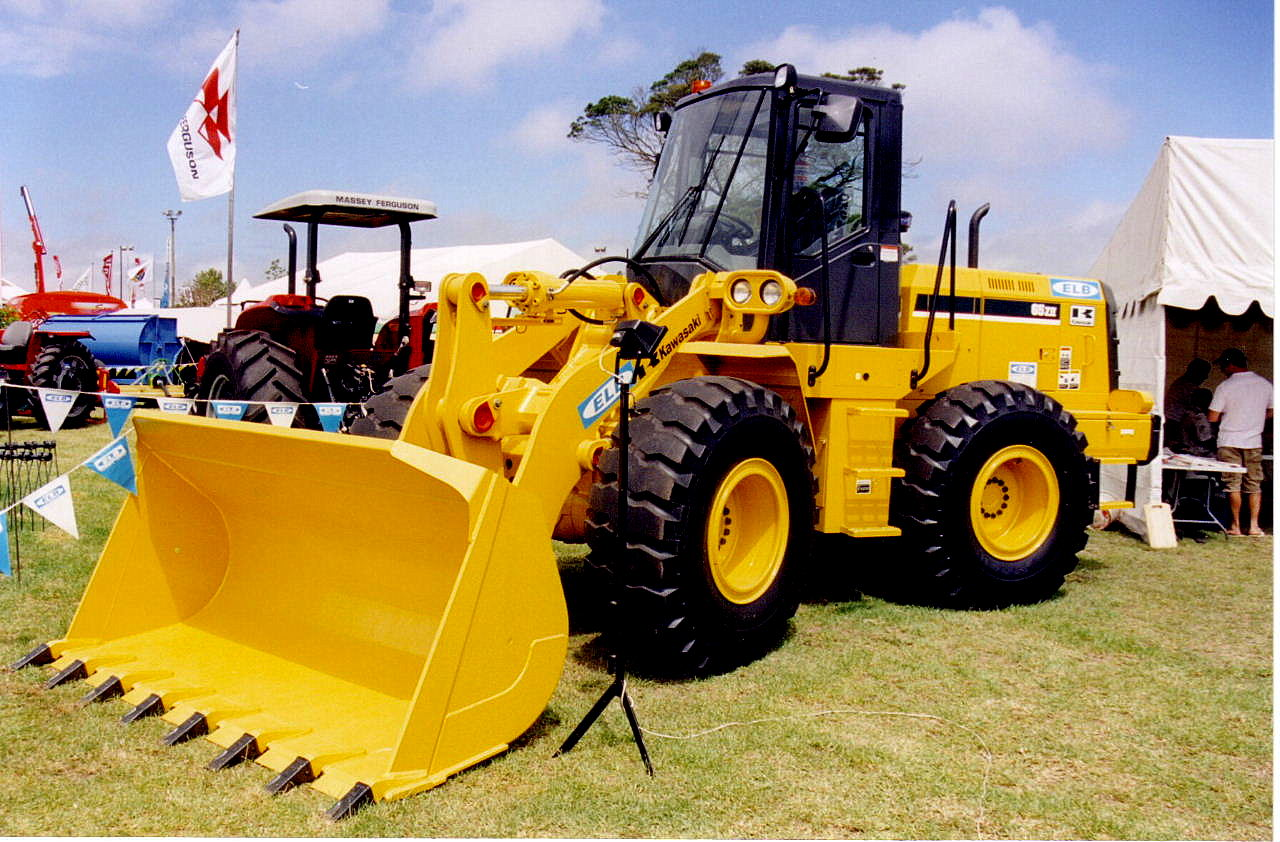
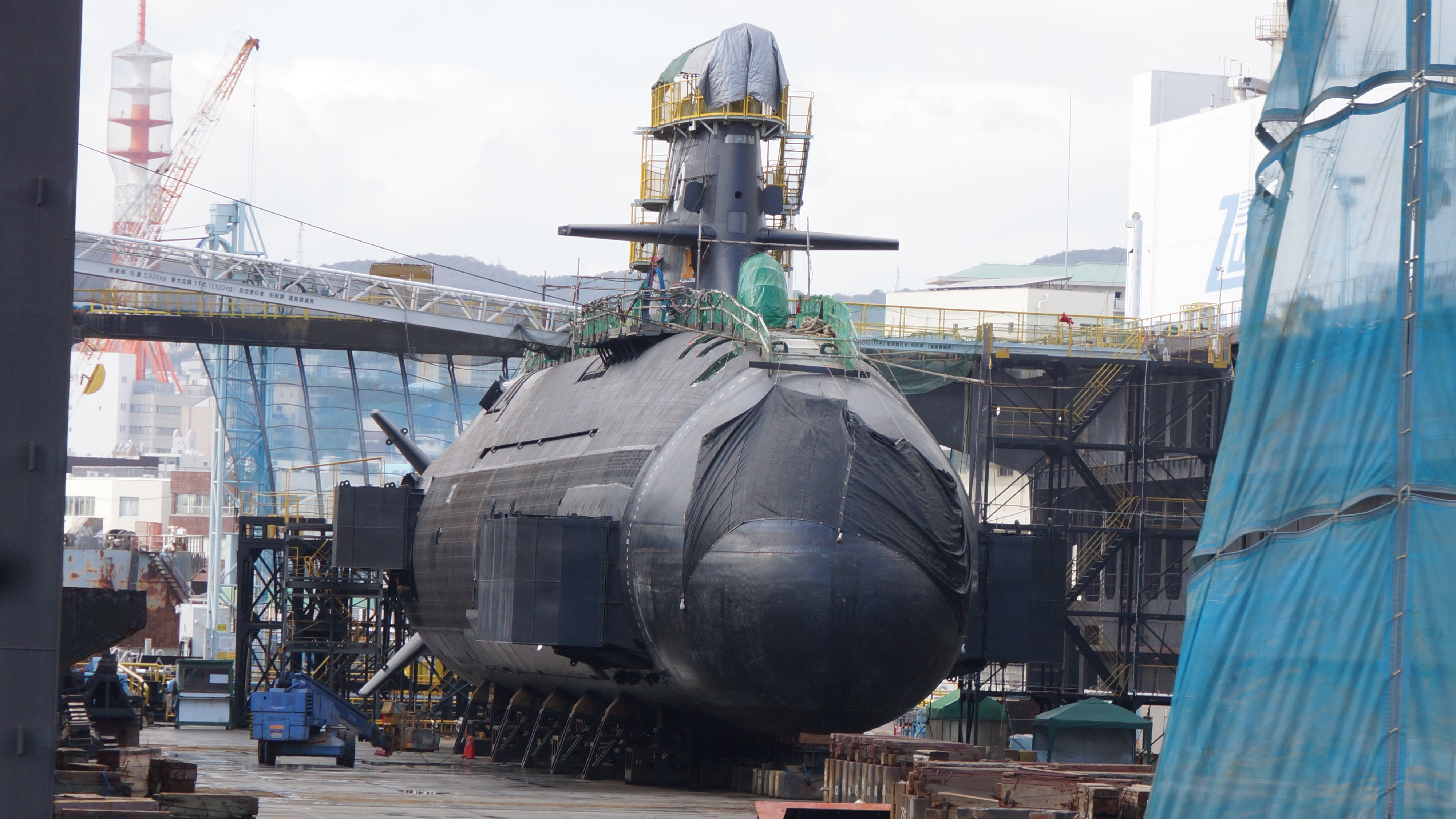
زیردریایی ساخت کاوازاکی
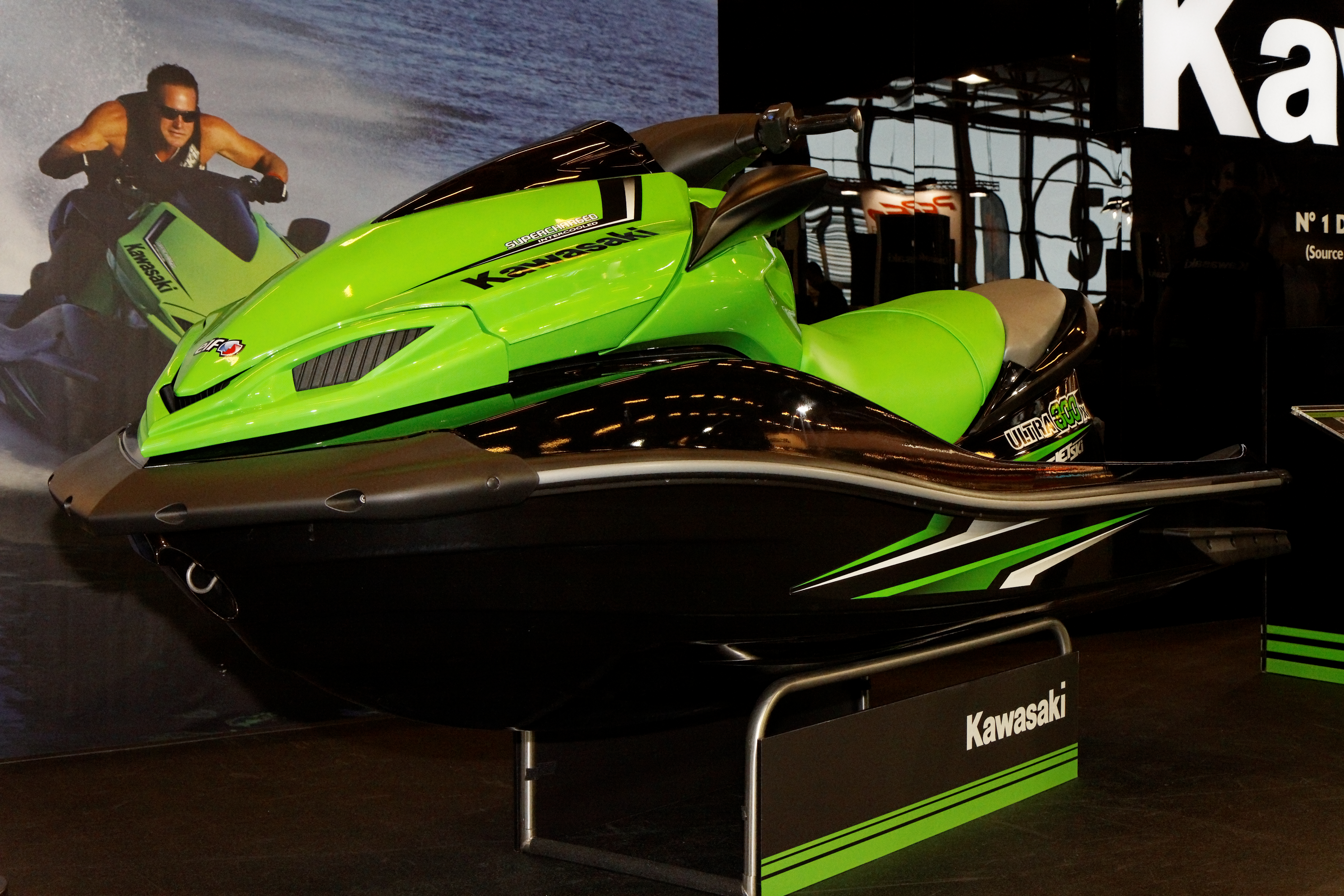
جت‌اسکی ساخت کاوازاکی
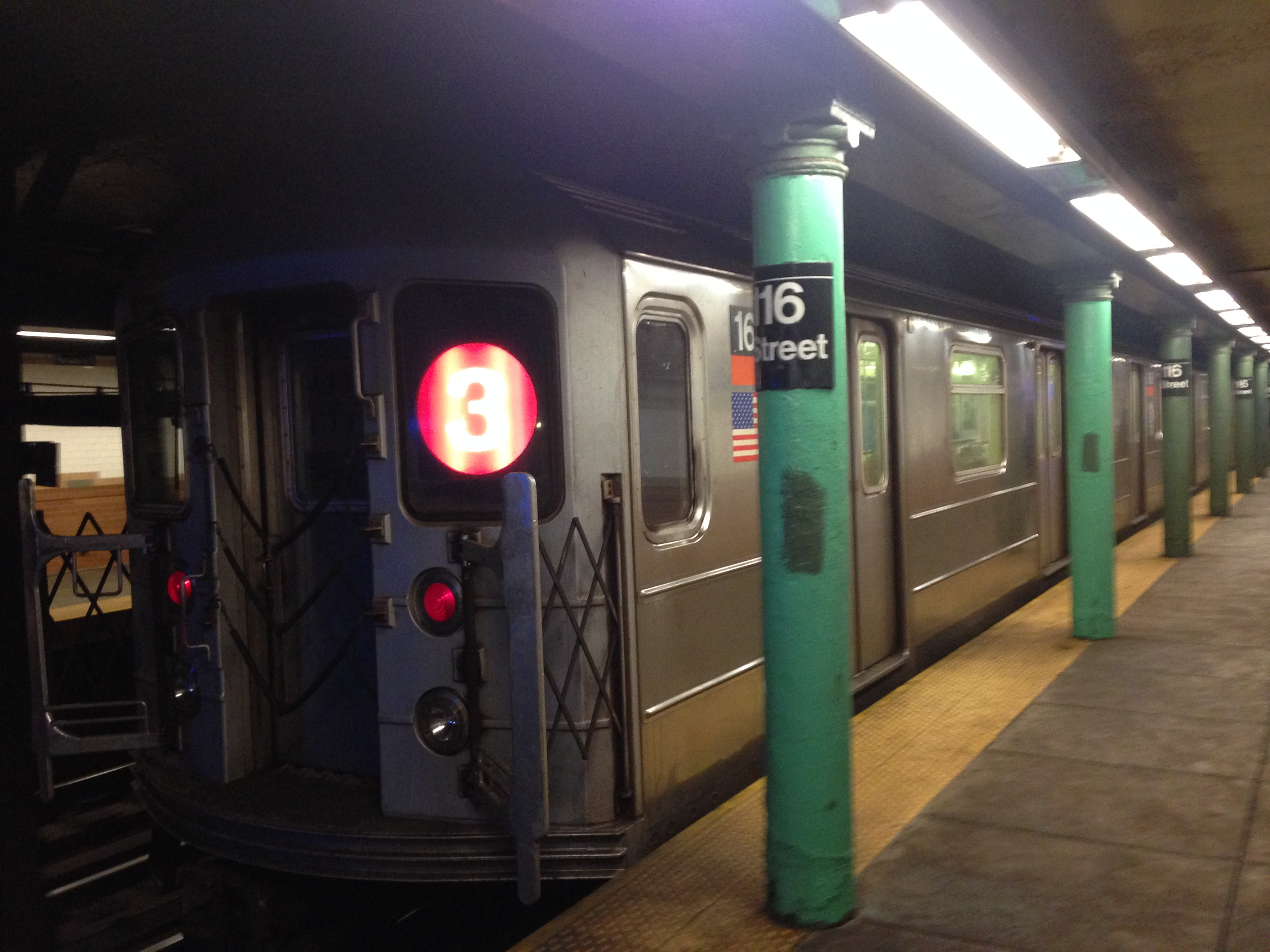
خودروهای ریلی متروی نیویورک سیتی
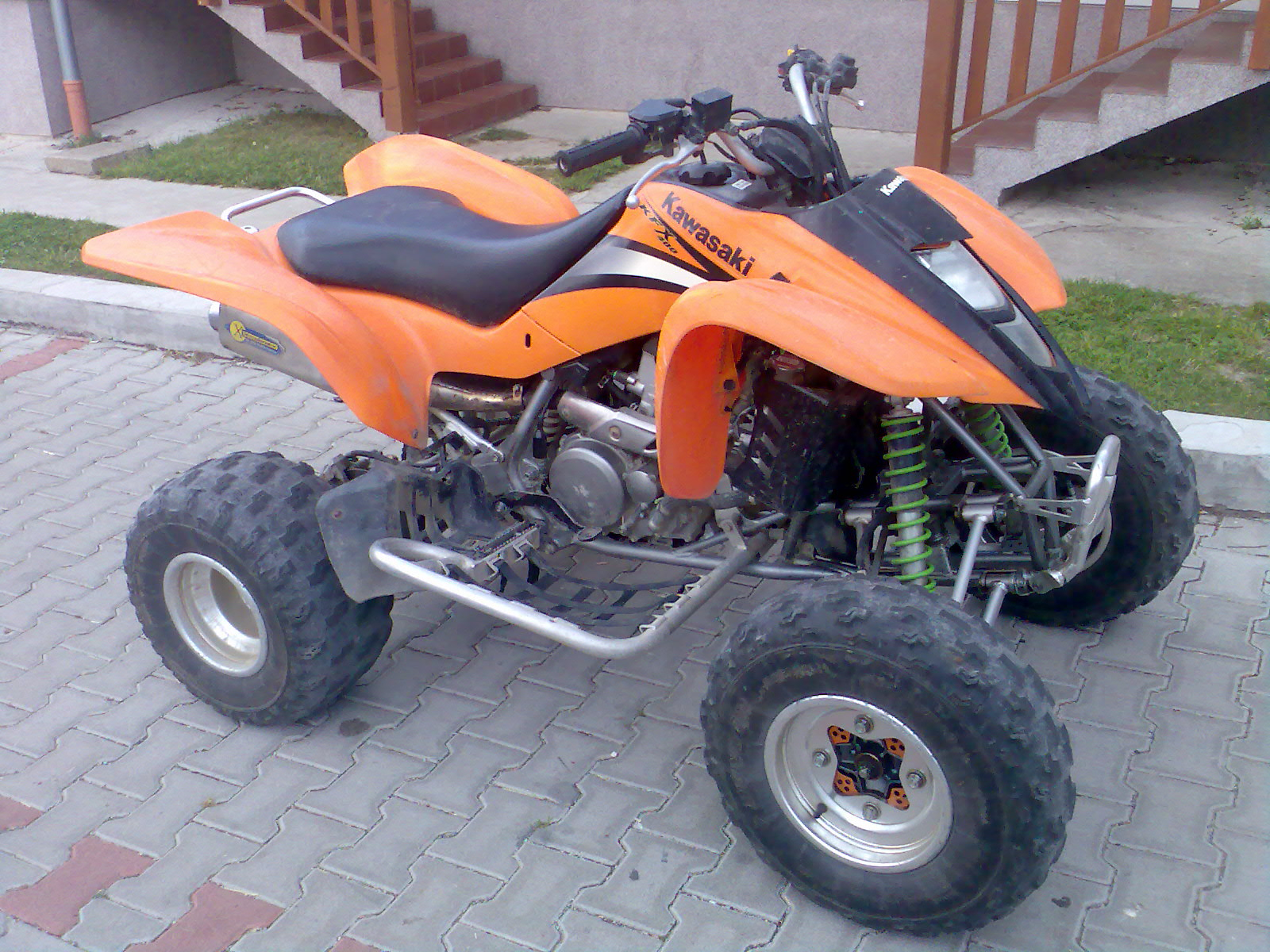
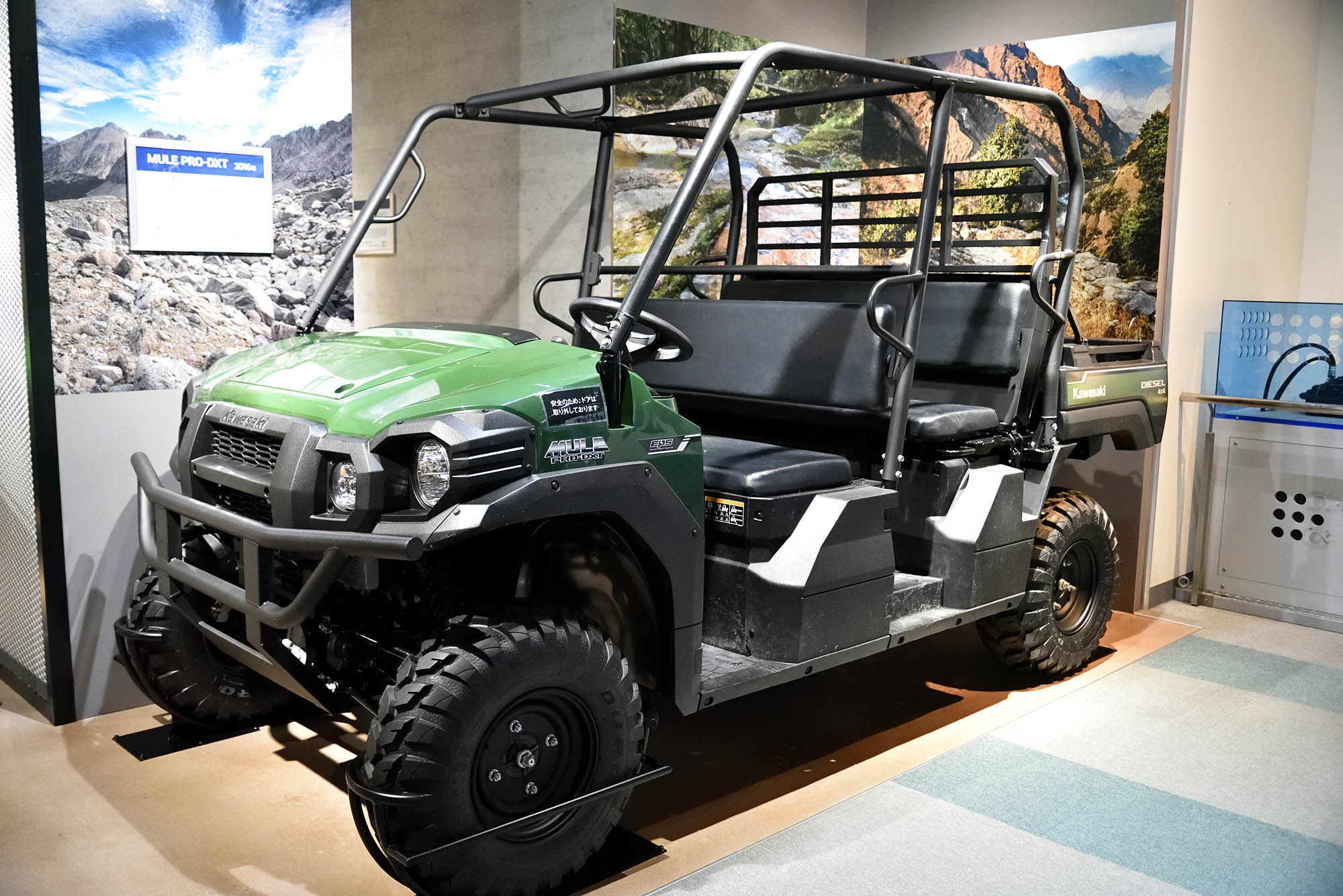
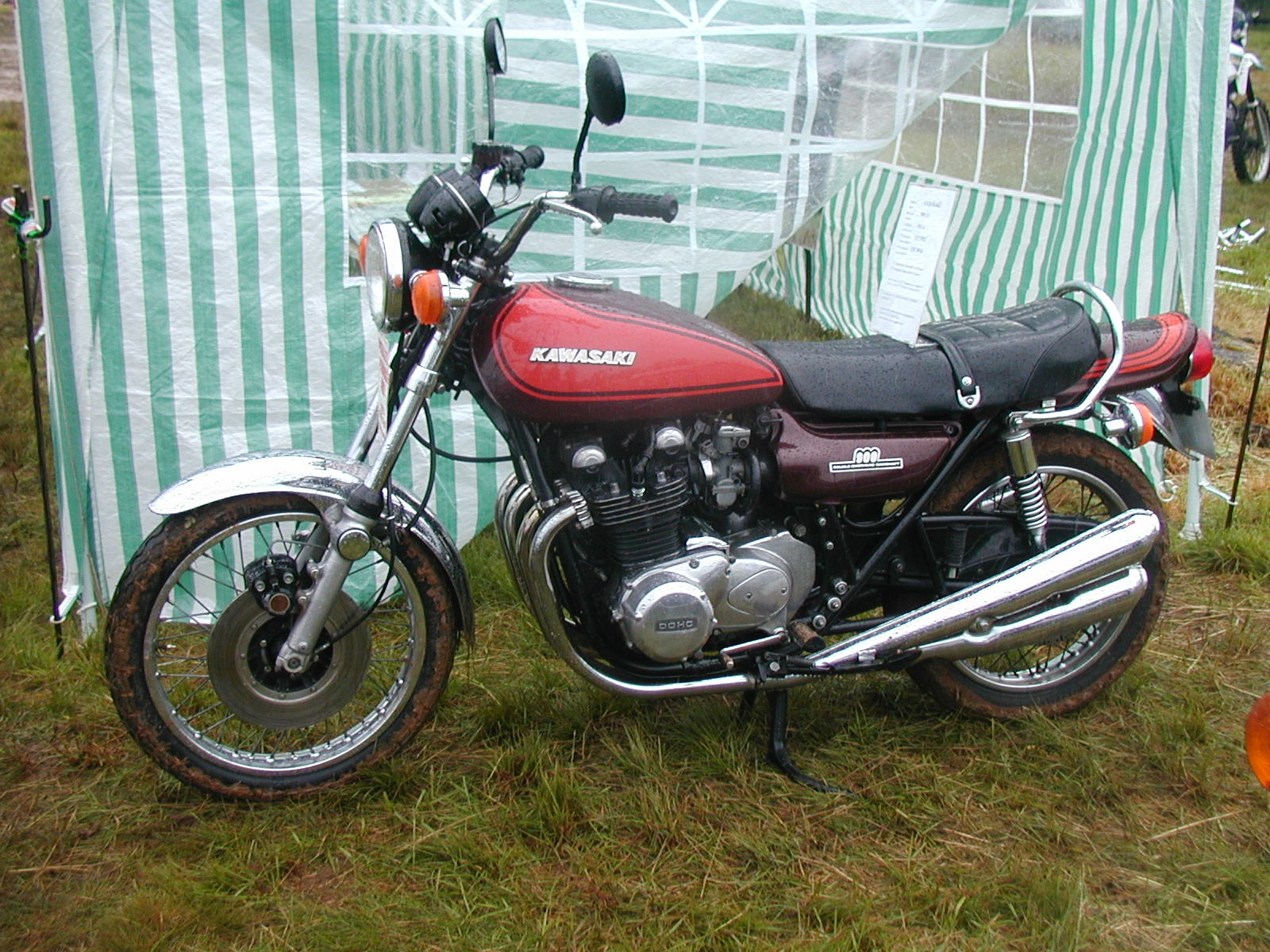
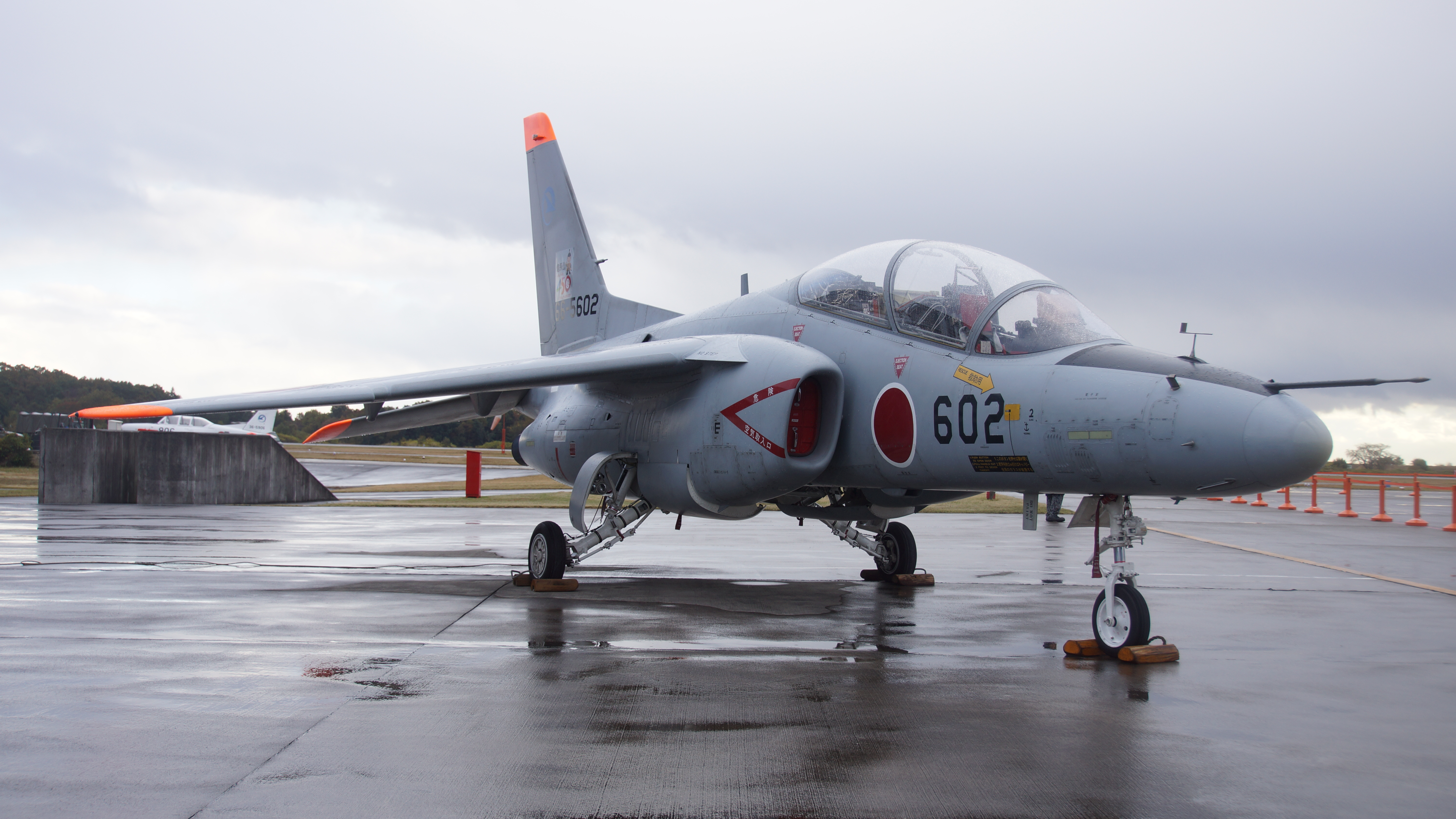
کاوازاکی تی-۴
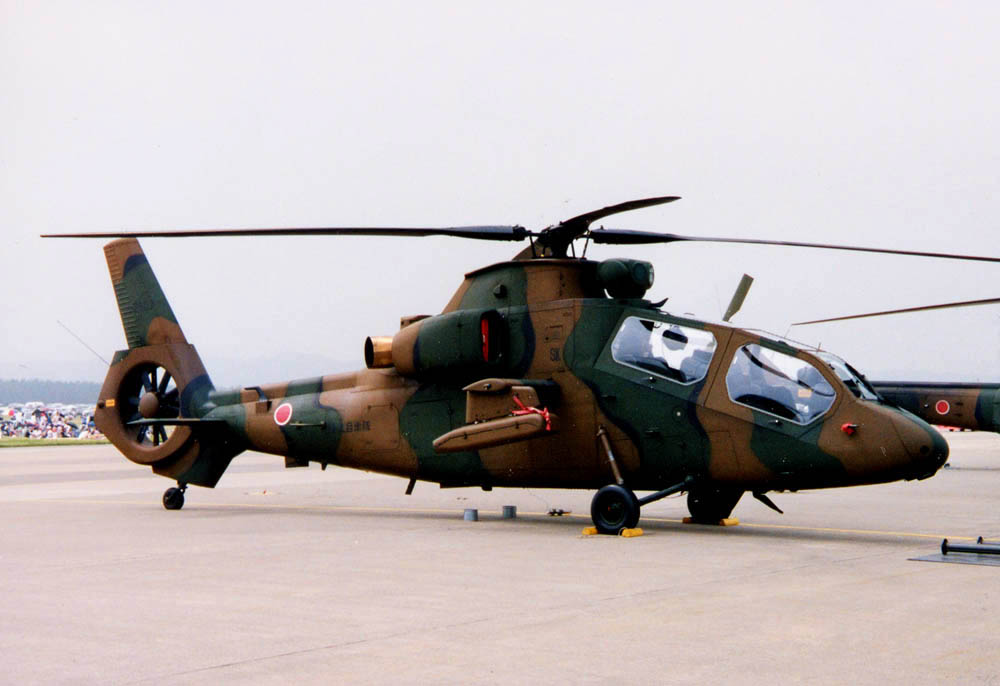
کاوازاکی اواچ-۱
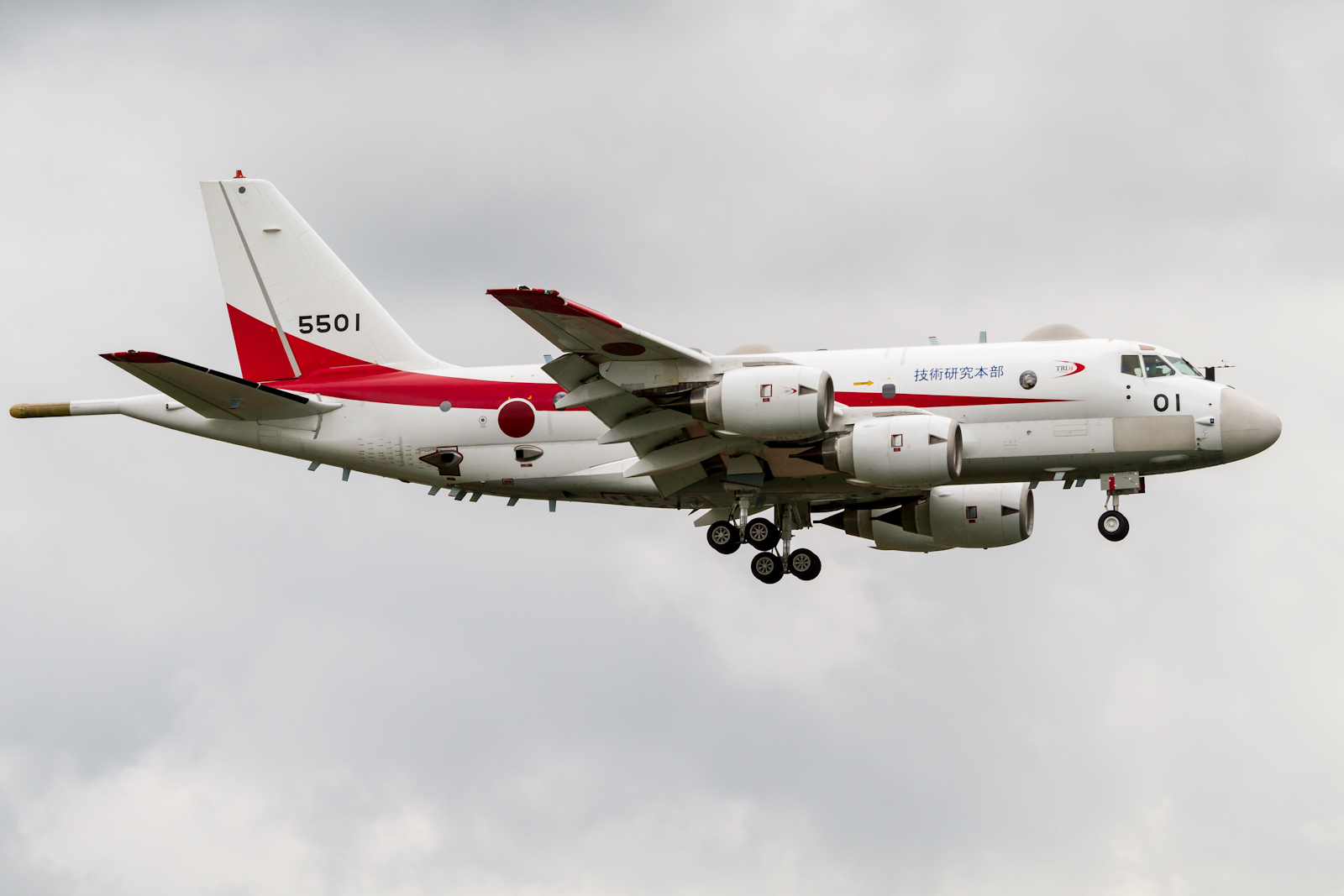
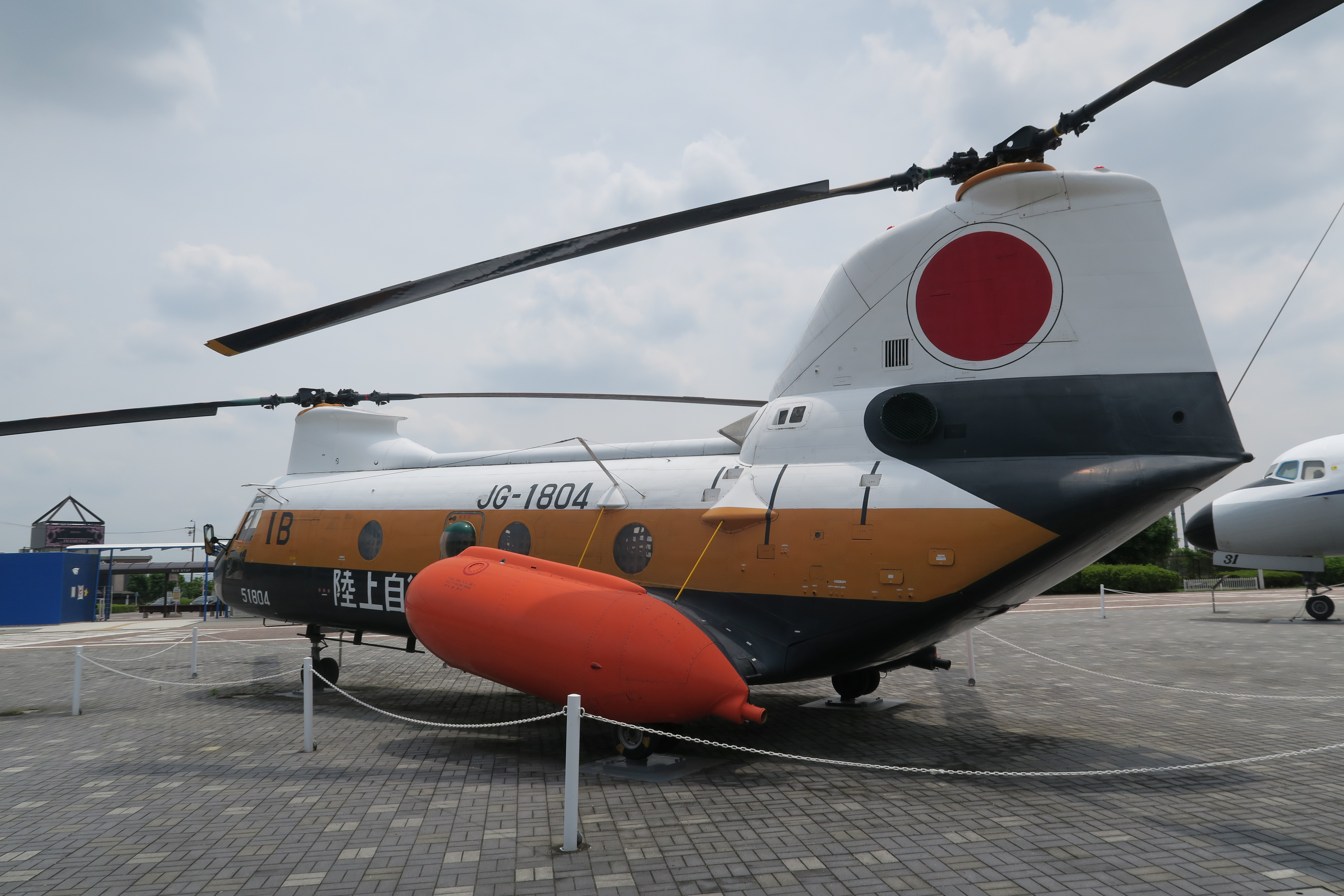
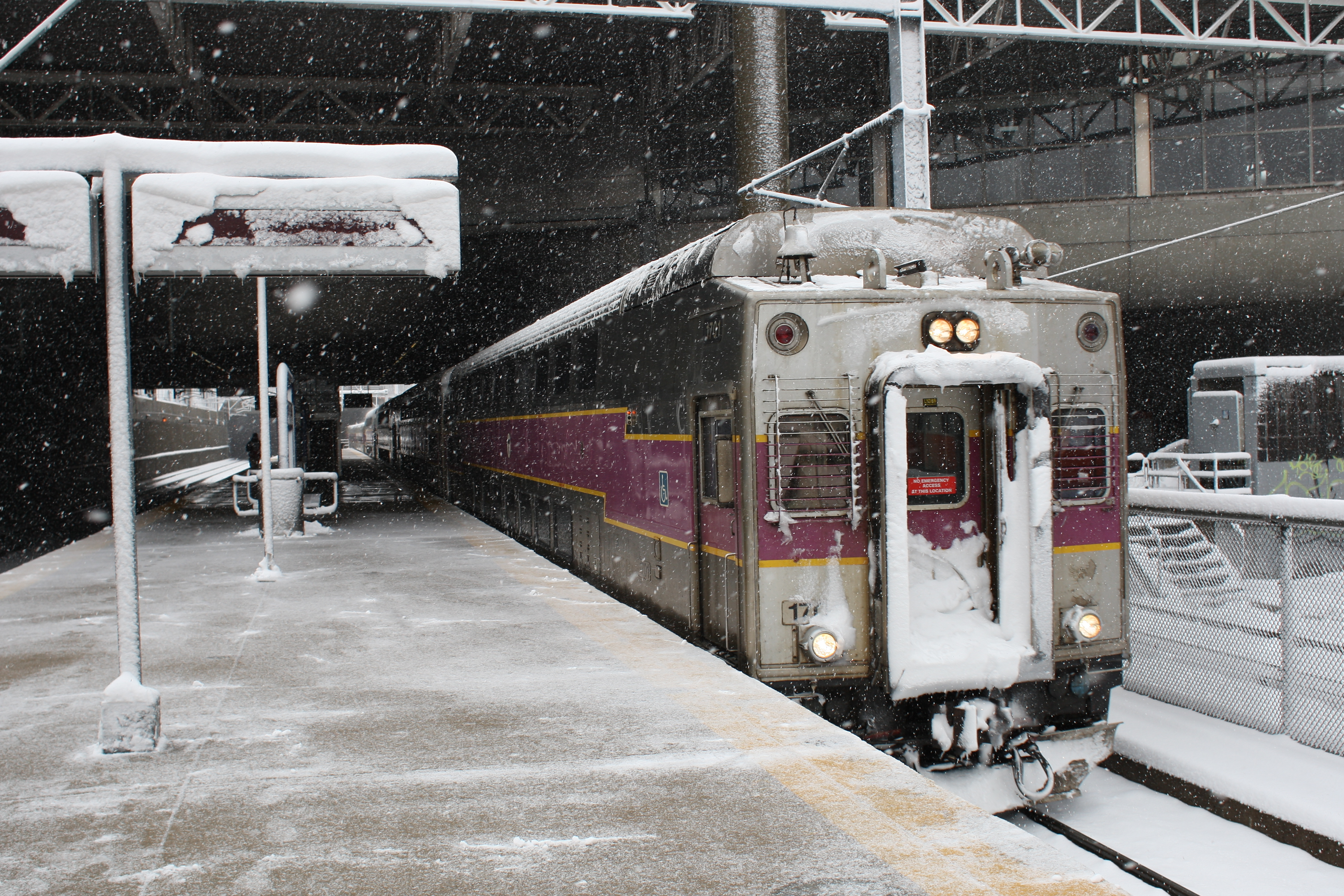